# Christian A. Bachmann Verlag
Der Christian A. Bachmann Verlag wurde 2008 von Christian A. Bachmann in Bochum gegründet. Seit 2014 mit Sitz in Berlin, veröffentlicht der Wissenschaftsverlag wissenschaftliche Publikationen aus den Bereichen der Literatur- und Kulturwissenschaften (u. a. Komparatistik, Künstlerbuch) mit einem Schwerpunkt in der transdisziplinären Comicforschung. 2018 wurde der Verlag mit dem ICOM Independent Comic Preis in der Kategorie Sonderpreis der Jury für eine besondere Leistung oder Publikation ausgezeichnet.

## Autoren
Publikationen folgender Autoren wurden unter anderem vom Christian A. Bachmann Verlag veröffentlicht:
- Lars Banhold
- David Carrier
- Dietrich Grünewald
- Karl Maurer
- Friedrich Schiller
- Monika Schmitz-Emans
- Jürgen von Stackelberg
- Lino Wirag